# Pennsylvania
Pennsylvania (angolul: Commonwealth of Pennsylvania) egyike annak a négy államnak az Amerikai Egyesült Államokban, amelyek elnevezésükben használják a Commonwealth (nemzetközösség) kifejezést. A másik három Kentucky, Massachusetts és Virginia.
Bár svédek és hollandok voltak első európai betelepülői, elnevezése a kvéker William Penntől ered, aki apja emlékére a „Penn erdeje” jelentésű, latin Pennsylvania nevet adta a területnek. Ma két fontos városa van: Philadelphia, a virágzó nagyváros, az Independence Hallban található Liberty Bell (szabadságharang) hazája és Pittsburgh, a forgalmas folyami kikötőváros.
Egyike az Amerikai Egyesült Államok alapító államainak; Philadelphiát gyakran nevezik az amerikai nemzet bölcsőjének. Az Alapító atyák itt írták alá a függetlenségi nyilatkozatot és az alkotmányt. A Pocono-hegység és a Delaware Water Gap népszerű kirándulóhelyek.
Az úgynevezett „Holland Pennsylvania”, a déli-központi régió is kedvelt a turisták körében. Lakosai nagyrészt német eredetűek, többek között amishok és mennoniták, főleg Lancaster, York, és Harrisburg környékén, kisebb részben az Allentown-Bethlehem-Easton területen és a Susquehanna-folyó völgyében. Az életvitelükben szigorúbb előírásokat követő amishok egy része elhagyta a területet, de a mennoniták közül sokan itt maradtak, különösen Lancaster megyében. Néhányan továbbra is elutasítják a modern élet nyújtotta kényelmet: lóvonta közlekedési és mezőgazdasági eszközöket használnak, míg mások látszólag megkülönböztethetetlenek az egyéb vallási irányzatokat követő emberektől.
(Az angol nyelvben használt Dutch szó hollandot jelent, de ez esetben a „holland” helytelen elnevezés, mert ezek az emberek valójában német eredetűek. A németek saját nyelvükön „Deutsch” néven említik magukat, ennek félreértett változata adta a térség nevét.)
A Pearl Harbornál megsérült USS Pennsylvania hadihajó erről az államról kapta a nevét.

## Nevének eredete
Amikor 1681-ben II. Károly angol király a területet William Pennnek adományozta, ezzel törlesztve egy tartozást Penn apja, Sir William Penn admirális felé, Penn azt javasolta, hogy az új kolóniát nevezzék el „Sylvania”-nak (latinul: „erdőség”). 
Azonban a király a nevet „Pennsylvania”-ra változtatta, hogy tiszteletet adjon William Penn apjának. Penn aggódott, hogy az emberek azt fogják hinni, hogy önmagáról nevezte el, de a név végül hivatalosan is megmaradt.

## Földrajza

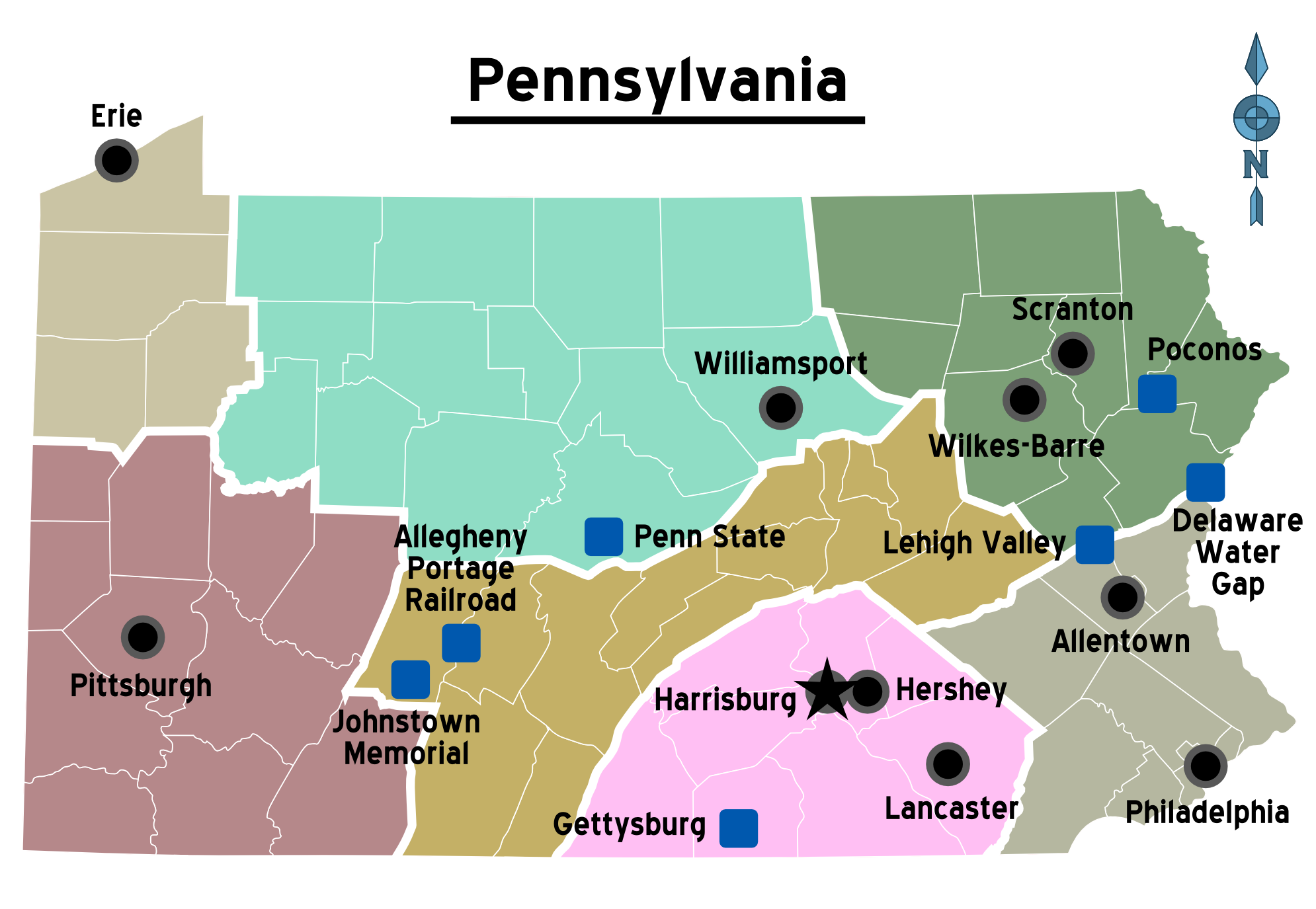
Pennsylvania régiói

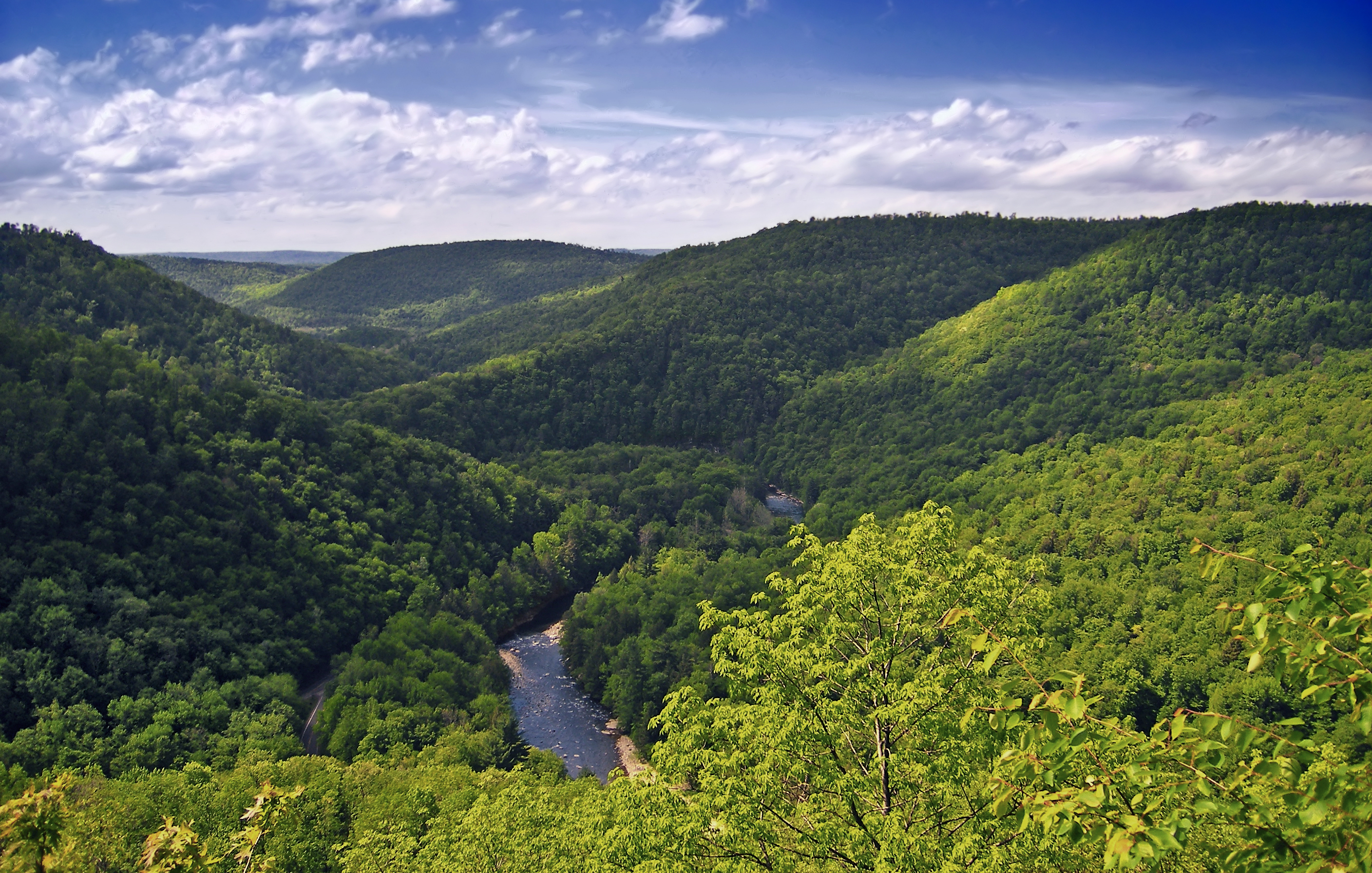
Világvége állami park, Sullivan megye

Pennsylvania beceneve, a Keystone zárókövet jelent, mivel az állam az első tizenhárom állam között éppen középen helyezkedik el, és gazdaságilag is a legerősebb volt. Földrajzilag hidat képez mind az északkeleti és déli államok, mind a Keleti-part és a Közép-Nyugat között. Északról, északkeletről New York, keleten, a Delaware folyó túloldalán New Jersey, délen Delaware, Maryland és Nyugat-Virginia, nyugaton az Ohio és az Erie-tó határolja. Fontosabb folyói a Delaware, a Susquehanna, Monongahela, Allegheny és az Ohio. Az állam fővárosa Harrisburg.
Pennsylvania kiterjedése észak-déli irányban 274, kelet-nyugati irányban 455 kilométer. Teljes területe 119 283 km², amiből 2 990 km² víz. Az Amerikai Egyesült Államok 33. legnagyobb állama.
Legnagyobb része az Appalache-hegységhez tartozik. A legalacsonyabb pontja a Delaware folyó mellett tengerszinten található.

## Történelme
Az állam megalakulása előtt a területen delavár, irokéz, soson és egyéb indián törzsek laktak. 1643-ban délkeleti részén, Philadelphia környékén svédek telepedtek le, de a terület feletti irányítást előbb a hollandok, majd az angolok (későbbiek során Nagy-Britannia) vették át.
1681. március 4-én II. Károly angol király egy, a mai Pennsylvaniát is magában foglaló területet adományozott William Penn-nek.  Penn (keresztény) vallásszabadságot hirdető kvéker kolóniát alapított és latinul „Penn erdejé”nek nevezte el. A földek Philadelphiától északra és nyugatra eső részét, Montgomery, Chester és Delaware megyéket walesi kvékerek foglalták el: a területen mai napig maradtak fenn walesi elnevezésű városok.
Pennsylvania nyugati része az 1812-es brit–francia-indián háborúban a vitatott területek közé tartozott. A franciák számos erődítményt építettek, köztük a kulcsfontosságú Duquesne-erődöt, a mai Pittsburgh területén.
A vallásszabadságnak köszönhetően a kolónia elismertsége egyre nőtt és nagy számban vonzotta a német, skót és ír betelepülőket, akik hozzájárultak Pennsylvania mai képének kialakításához. Később benépesítették a környező nyugati államokat is.
1704-ben három déli megye, New Castle, Kent, és Sussex önállósította magát és 1710-ben megalakították Delaware államot.
Pennsylvania és Delaware azon tizenhárom állam közé tartoznak, amelyek 1776-ban fellázadtak a brit uralom ellen. 1787. december 12-én Pennsylvania ratifikálta az amerikai Alkotmányt (másodikként, öt nappal Delaware után) és ezzel az Amerikai Egyesült Államok alapító tagjává vált.
Pennsylvaniában fekszik Gettysburg, melynek közelében a gettysburgi csata zajlott. Ezt a csatát sok történész tekinti az amerikai polgárháború nagy fordulópontjának. A harcok halottjai a Gettysburgi Nemzeti Temetőben nyugszanak.
A 19. század második felében Nyugat-Pennsylvaniában született meg az amerikai kőolajipar (petróleum), és hosszú évekig innen elégítették ki az Egyesült Államok kőolajigényének legnagyobb részét.
A 20. században az állam acélipara fejlődésnek indult és egyes városai hatalmas acélgyárak központjaivá váltak. A hajóépítés és egyéb iparágak is virágoztak Pennsylvania keleti felén és több régióban a szénbányászat is kulcsfontosságú volt. Az 1800-as évek végén és az 1900-as évek elején nagyszámú európai bevándorló keresett itt munkát; a szervezett munkások és a nagy iparvállalatok között drámai, időnként véres összecsapásokra került sor.
Az amerikai acélipar és egyéb nehézipari ágazatok 20. századi hanyatlása nagy csapást jelentett az állam számára.

## Demográfiai adatok

Pennsylvania lakosságának változása

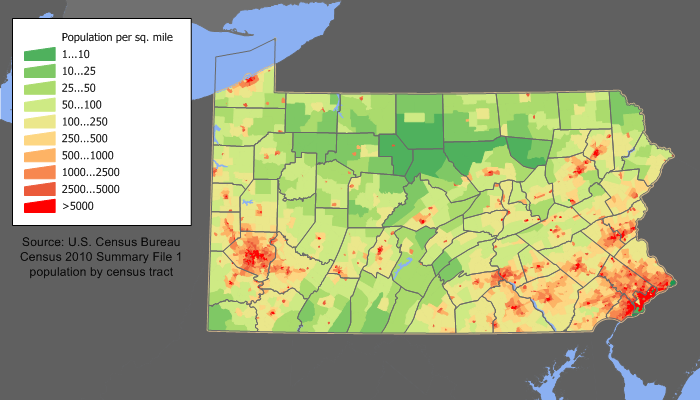
Pennsylvania népsűrűségi térképe

Az államban Perry megyében a legkoncentráltabb a lakosság.
Nagy az etnikai szórás, sok ázsiai, arab, koreai, spanyol ajkú és afro-amerikai hívja hazájának.
Etnikai megoszlása 2005-ben a teljes lakosságra vetítve:
- 86,83% fehérbőrű
- 11,20% feketebőrű
- 0,45% indián
- 2,46% ázsiai
- 0,09 hawaii

A lakosság származása szerinti öt legnagyobb csoport eredete 2003-as adatok szerint: Németország (27,66%) Írország (17,66%), Olaszország (12,82%), angol-amerikai (8,89%) és Lengyelország (7,23%).

### Vallás
A Penn kolóniáját alapító kvékerek vallási türelmet hirdettek, aminek következtében sok más vallású csoport is letelepedett a területen. Jöttek evangélikusok Új-Svédországból (Delaware környéke), Európában üldözött amishok és mennoniták, skót és ír presbiteriánusok és egyéb csoportok. Ez 17.–18. századi mértékkel nézve meglehetősen vegyes népességet jelentett, ami bizonyítja Penn jóindulatú kormányzását.
Később, az iparosodás megindulásakor római katolikus európai bevándorlók színesítették tovább a képet. Philadelphiában található Szent Neumann János síremléke, aki maga is cseh emigráns volt és a bevándorlók helyzetének könnyítésén, illetve az amerikai egyházi iskolarendszer kialakításán dolgozott.
Pennsylvania lakosságának vallási megoszlása 2000-ben (nem teljes felmérés alapján, kerekített adatok):
- Protestáns – 30%
- Evangélikus - 10%
- Római katolikus – 53%
- Ortodox keresztény – 1%
- Más vallások – 5%
  - zsidó - 4%
  - muszlim - 1%

### Legnagyobb települések
Az első tíz legnépesebb város a 2010-es népszámlálás szerint.
- Philadelphia – 1 526 006 fő
- Pittsburgh – 305 704 fő
- Allentown – 118 032 fő
- Erie – 101 786 fő
- Reading – 88 082 fő
- Scranton – 76 089 fő
- Bethlehem – 74 982 fő
- Lancaster – 59 322 fő
- Harrisburg – 49 528 fő
- Altoona – 46 320 fő

## Közigazgatás

### Megyék
Az állam hatvanhét megyéből áll.
| | | |
| - Adams megye - Allegheny megye - Armstrong megye - Beaver megye - Bedford megye - Berks megye - Blair megye - Bradford megye - Bucks megye - Butler megye - Cambria megye - Cameron megye - Carbon megye - Centre megye - Chester megye - Clarion megye - Clearfield megye - Clinton megye - Columbia megye - Crawford megye - Cumberland megye - Dauphin megye - Delaware megye | - Elk megye - Erie megye - Fayette megye - Forest megye - Franklin megye - Fulton megye - Greene megye - Huntingdon megye - Indiana megye - Jefferson megye - Juniata megye - Lackawanna megye - Lancaster megye - Lawrence megye - Lebanon megye - Lehigh megye - Luzerne megye - Lycoming megye - McKean megye - Mercer megye - Mifflin megye - Monroe megye - Montgomery megye | - Montour megye - Northampton megye - Northumberland megye - Perry megye - Philadelphia megye - Pike megye - Potter megye - Schuylkill megye - Snyder megye - Somerset megye - Sullivan megye - Susquehanna megye - Tioga megye - Union megye - Venango megye - Warren megye - Washington megye - Wayne megye - Westmoreland megye - Wyoming megye - York megye |

## Gazdaság

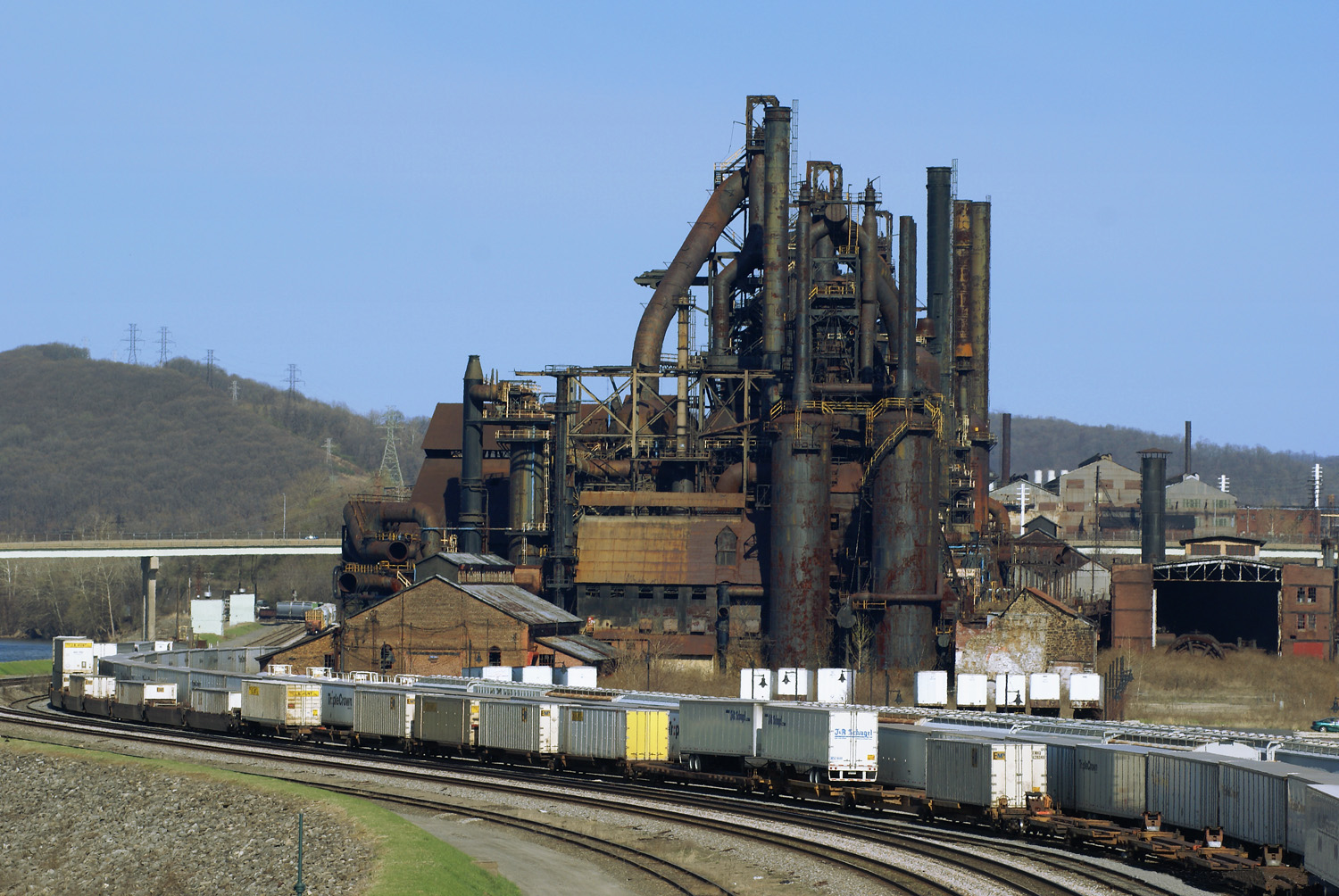
A Bethlehem Steel gyártelepe Bethlehem városában

Pennsylvania bruttó állami terméke (GSP) 2008-ban 553,3 milliárd dollár volt, ezzel az országban a hatodik helyen áll. Ha önálló állam lenne, gazdasága a 18. legnagyobb lenne világviszonylatban. Az egy főre jutó GSP 35 641 dollár, amivel 26. az Egyesült Államokban.
Az ipar Philadelphia, Pittsburgh, Erie, Scranton-Wilkes-Barre és  Allentown-Bethlehem-Easton köré csoportosul. Az állam területének nagy része mezőgazdasági jellegű. Az Egyesült Államok legnagyobb vállalatait felsoroló Fortune 500 listán hat philadelphiai vállalat szerepel. A város pénzügyi központként is funkcionál. Pittsburghben nyolc Fortune 500 cég található, Pennsylvaniában összesen pedig ötven.
A legnagyobb munkáltató az államban a Walmart, ezt követően pedig a Pennsylvaniai Egyetem.
A munkanélküliségi ráta az államban 2010 januárjában 8,8% volt.

## Jelképei
- Állatfaja: fehérfarkú szarvas (Odocoileus virginianus)
- Itala: tej
- Madara: galléros császármadár (Bonasa umbellus)
- Fővárosa: Harrisburg
- Kutyafaja: német dog
- Hala: pataki pisztráng (Salvelinus fontinalis)
- Virága: hegyi babér (Kalmia latifolia)
- Fossziliája: a Phacops rana trilobita
- Rovarfaja: pennsylvániai szentjánosbogár (Photuris pennsylvanica)
- Dala: Pennsylvania
- Fája: kanadai hemlokfenyő (Tsuga canadensis)

Forrás: 

## Turizmus

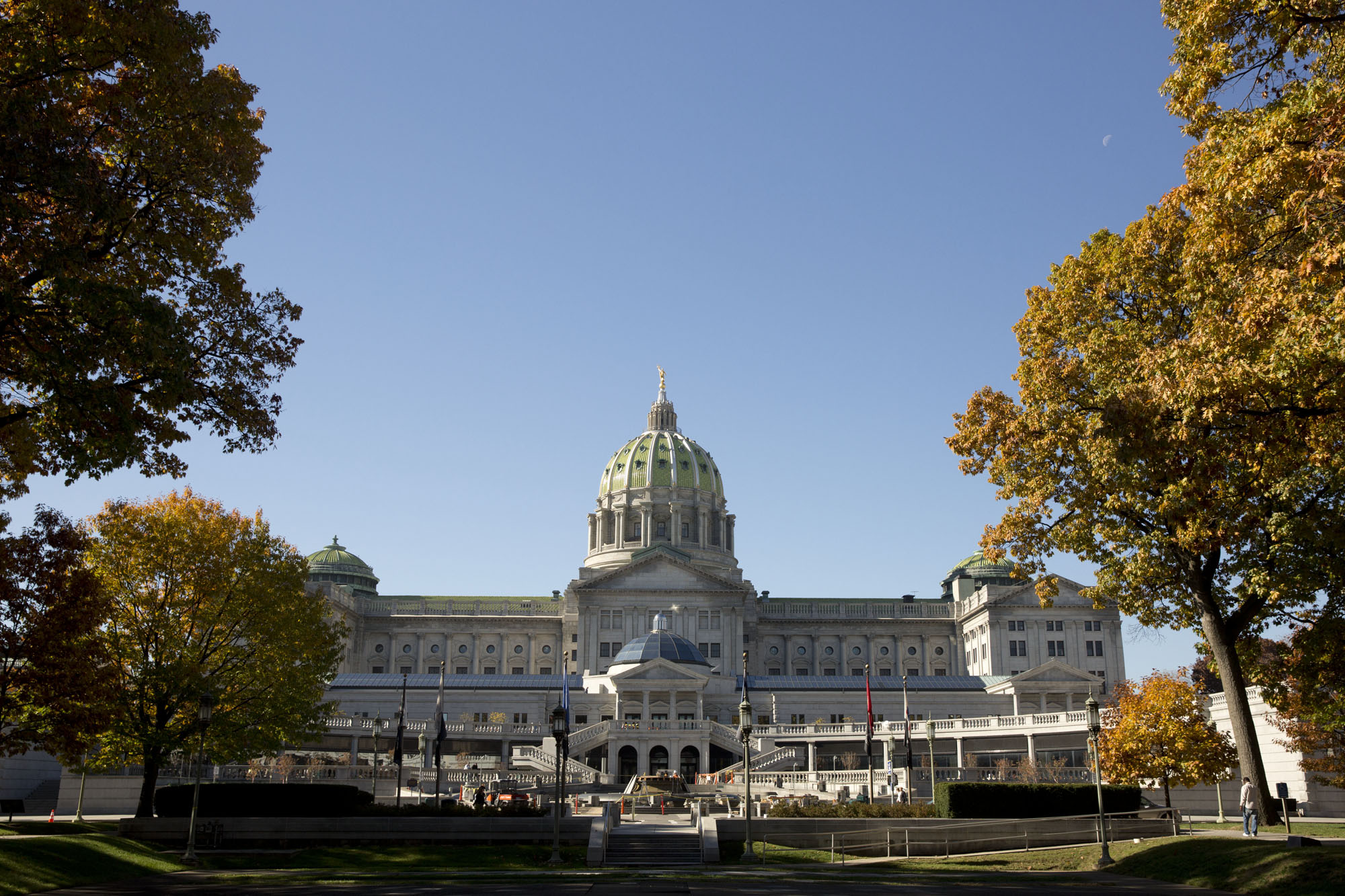
Harrisburg, a főváros
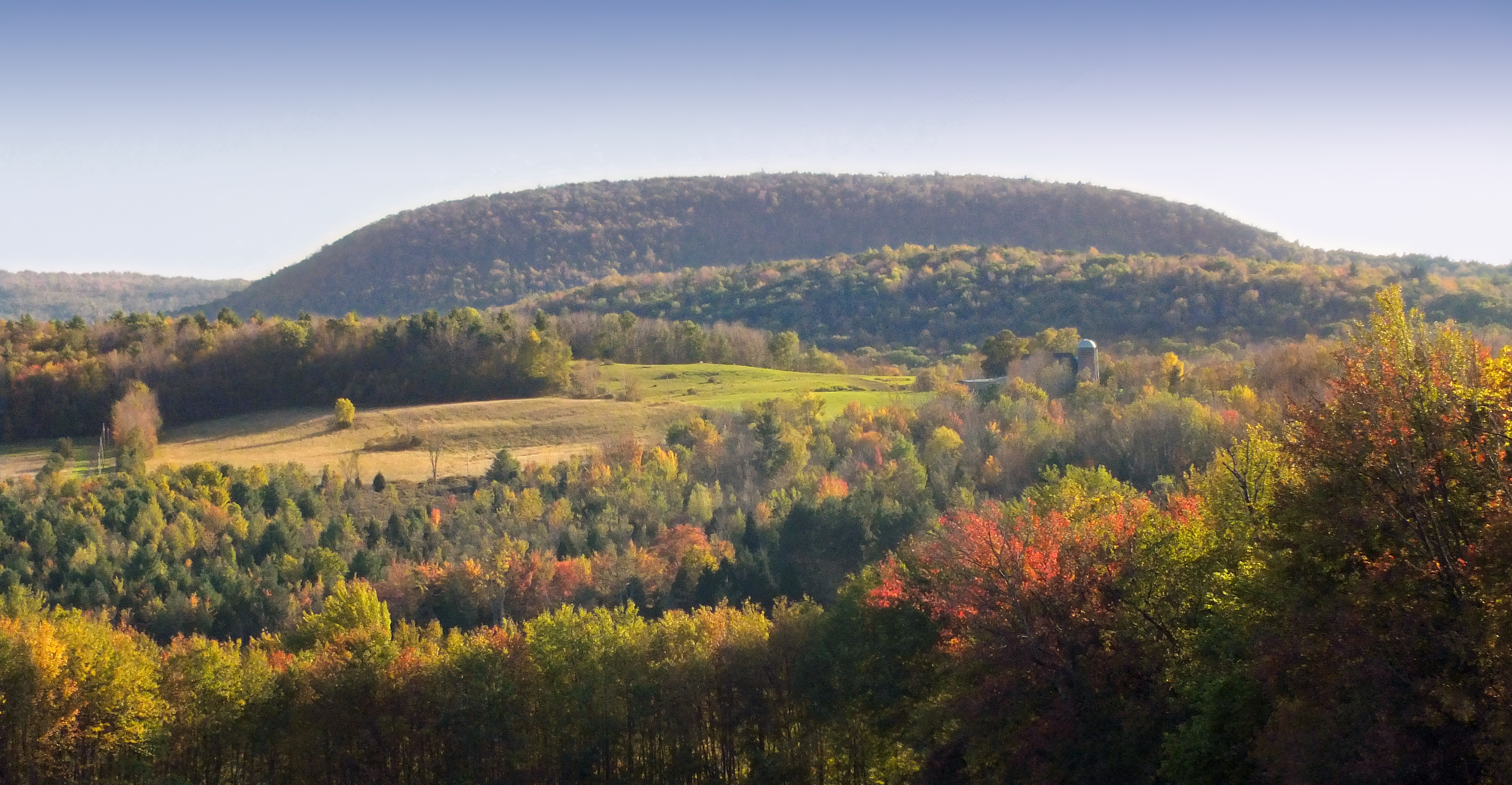
Tipikus pennsylvaniai táj
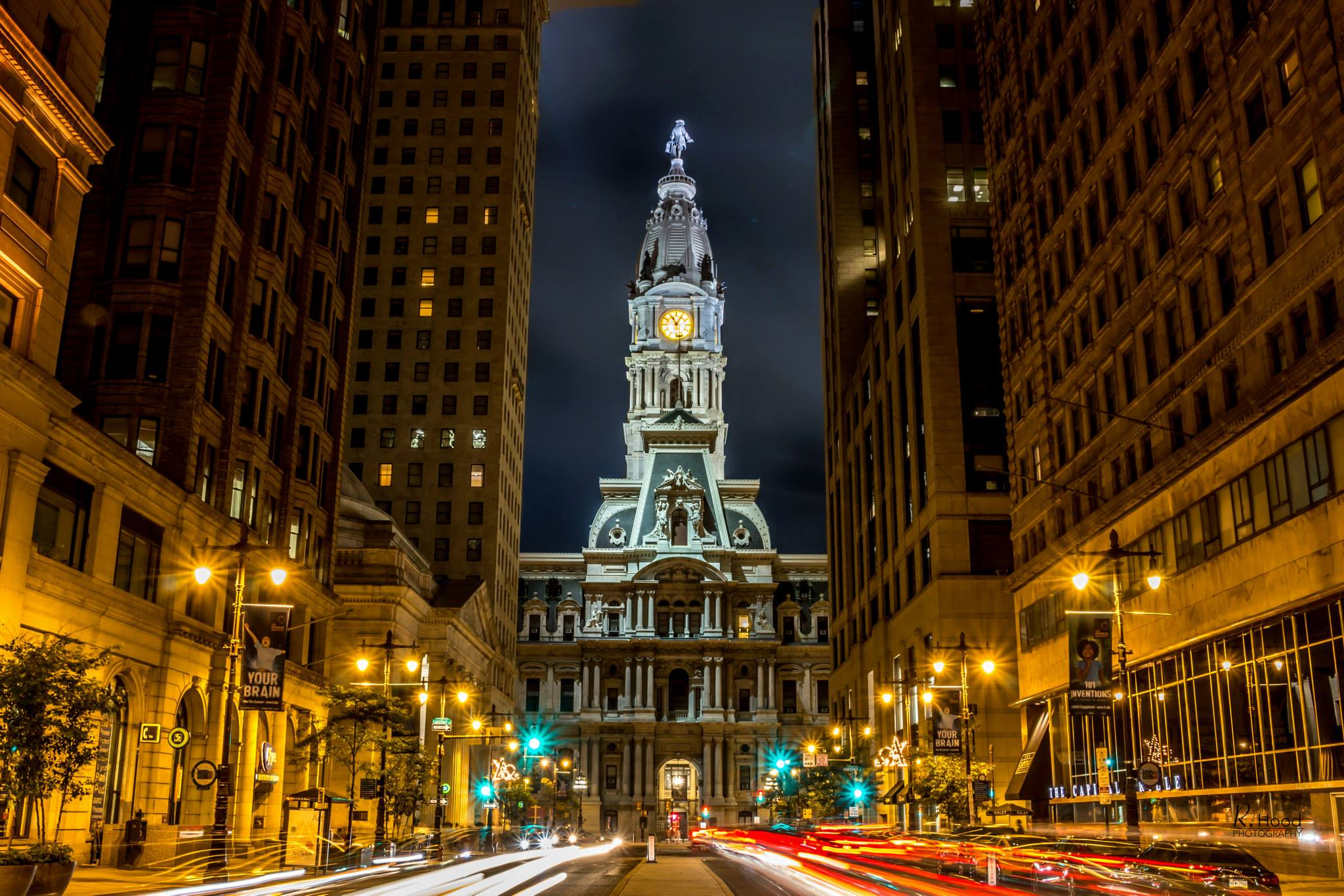
A városháza Philadelphiában
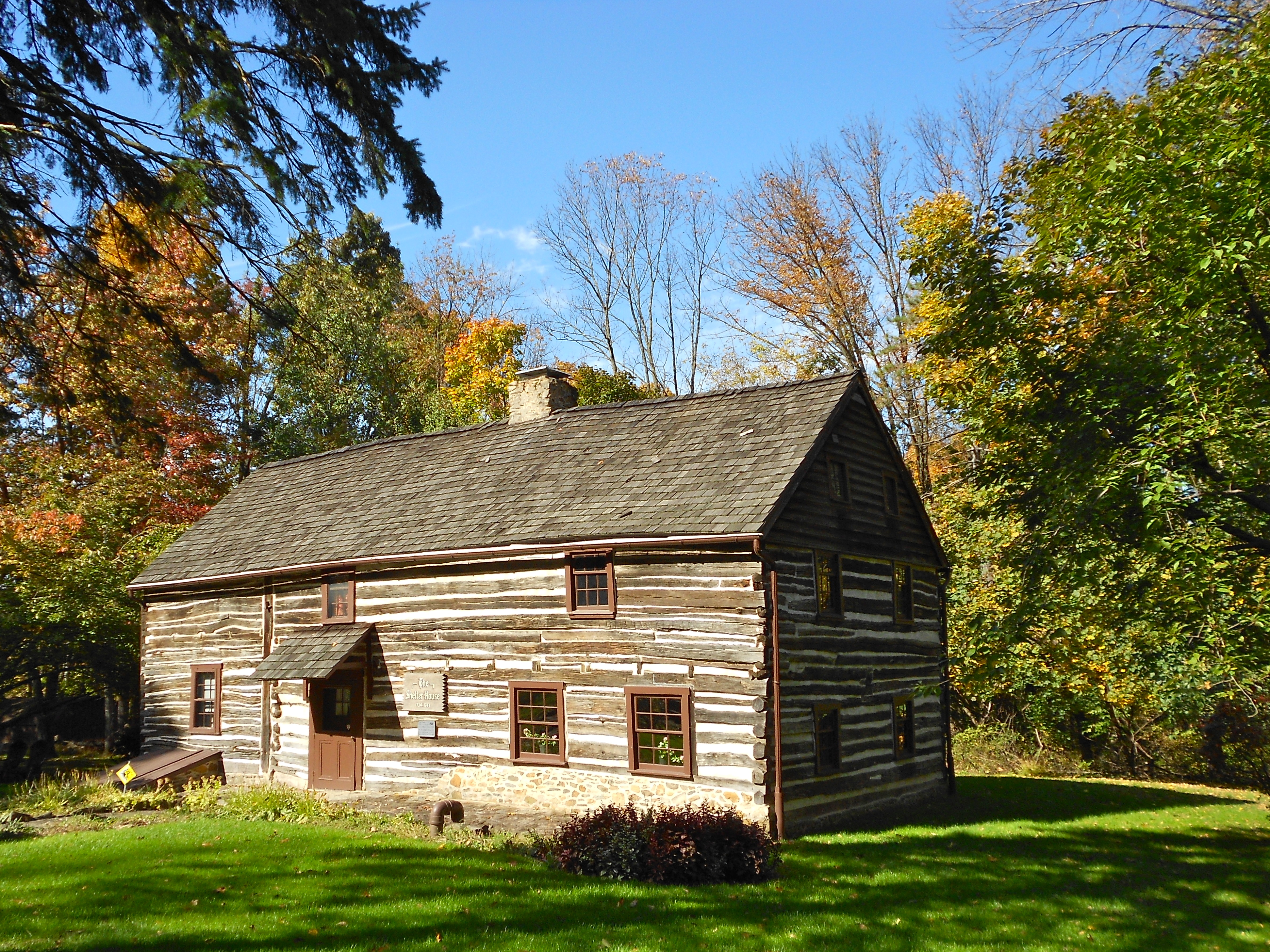
Shelter House Emmaus városában
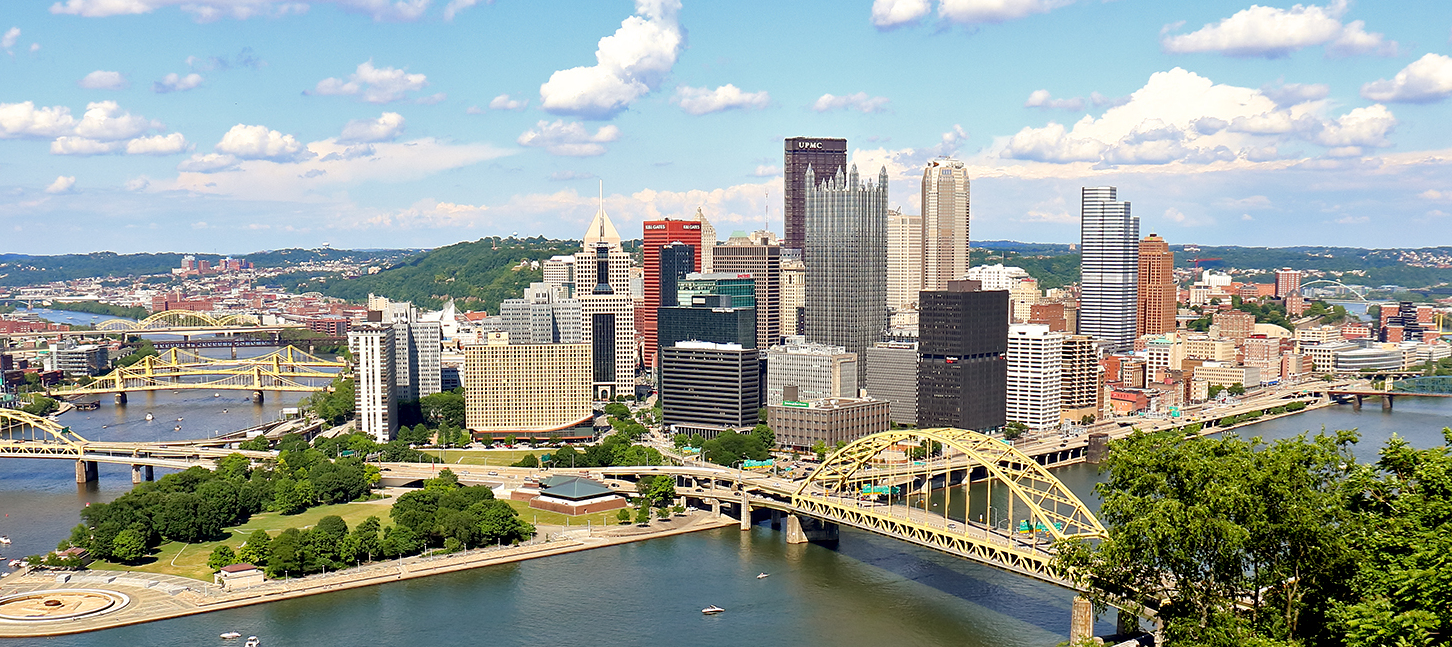
Pittsburgh központja